# Wydział Nauk Ekonomicznych i Prawnych Uniwersytetu Technologiczno-Humanistycznego im. Kazimierza Pułaskiego w Radomiu
Wydział Nauk Ekonomicznych i Prawnych Uniwersytetu Technologiczno-Humanistycznego im. Kazimierza Pułaskiego w Radomiu (WNEP) – jeden z 8 wydziałów Uniwersytetu Technologiczno-Humanistycznego kształcący administratywistów, prawników i ekonomistów, w tym towaroznawców, a także prowadzący badania naukowe w dyscyplinach obejmujących prowadzone kierunki studiów. Istniał do 1 października 2019 roku. 

## Historia Wydziału
Pierwsze próby powołania w Radomiu wyższych studiów administracyjno-ekonomicznych miały miejsce już w 1945 r., kiedy radomskie środowiska społeczne i naukowe zorganizowane w Instytut Naukowo-Społeczny (memoriał przygotowany pod kierownictwem doc. dr hab. Stefana Witkowskiego oraz Stanisława Piątkowskiego, prawdopodobnie z inspiracji prof. Tadeusza Kotarbińskiego), przy wsparciu miejscowych władz, wystąpiły z propozycją utworzenia w Radomiu Wyższej Szkoły Administracyjno-Spółdzielczej (w późniejszej fazie przygotowań zaproponowano nazwę Szkoła Główna Ekonomiczna). Ministerstwo Oświaty jednak nie podzieliło argumentów pomysłodawców powstania uczelni i projekt nie doczekał się realizacji. Do pomysłu organizacji w Radomiu studiów ekonomicznych powrócono dopiero w latach 60., po powstaniu pierwszej w Radomiu uczelni wyższej – dzisiejszego Uniwersytetu Technologiczno-Humanistycznego. 21 października 1967 r. uruchomiono w Radomiu punkt konsultacyjny Szkoły Głównej Planowania i Statystyki przy Kielecko-Radomskiej Wyższej Szkole Inżynierskiej (ówczesna nazwa uczelni), którego kierownikiem został dr Adam Kurzynowski. 1 czerwca 1969 r. powstał Wydział Ekonomiczny Kielecko-Radomskiej Wyższej Szkoły Inżynierskiej powołany decyzją Ministra Oświaty i Szkolnictwa Wyższego z dnia 27 maja 1969 r. Strukturę wydziału tworzyły trzy katedry: Ekonomiki Przemysłu, Ekonomiki Handlu oraz Finansów. Pierwszą siedzibą Wydziału był budynek przy ul. 1 Maja 79 (obecnie ul. 25 Czerwca). Na wydziale prowadzono 3-letnie dzienne studia zawodowe na trzech kierunkach: ekonomika przemysłu, ekonomika handlu oraz finanse i rachunkowość (absolwent otrzymywał tytuł dyplomowanego ekonomisty). Studia zaoczne pozostawały w gestii punktu konsultacyjnego SGPiS, który był powoli wchłaniany przez Wydział. Od 1974 r. kształcono studentów na 4-letnich studiach magisterskich. W tym samym roku uczelnia zmieniła nazwę na Politechnika Świętokrzyska. W 1976 r. Wydział Ekonomiczny został zlikwidowany, a na jego miejsce powołany Instytut Ekonomiki i Organizacji działający na prawach wydziału. W 1977 r. uruchomiono 2-letnie studia magisterskie (II stopnia). W 1978 r. z Politechniki Świętokrzyskiej wydzielono samodzielną Wyższą Szkołę Inżynierską w Radomiu z Wydziałem Ekonomiki i Organizacji. Od 1993 r. na wydziale uruchomiono 3-letnie studia zawodowe (licencjat) na kierunku administracja, a od 2007 r. 3,5-letnie studia zawodowe (inżynier) na kierunku towaroznawstwo. Od 1993 r. wydział ma prawo do nadawania stopnia naukowego doktora nauk ekonomicznych w dyscyplinie ekonomia. W 1998 r. siedziba wydziału została przeniesiona do nowego budynku przy ul. Chrobrego 31. Od roku akademickiego 2006/2007 studia na kierunku ekonomia są prowadzone w systemie dwustopniowym (3 lata licencjat i 2 lata magister). Na Wydziale uruchomiono także studia II stopnia na kierunkach towaroznawstwo oraz administracja. Od początku swojej działalności Wydział ukończyło prawie 33,5 tys. studentów (stan na 2009 r.). Najbardziej licznym rocznikiem absolwentów był 2001/2002 – wydano wtedy 4 tys. dyplomów ukończenia studiów. 23 czerwca 2014 r. decyzją Centralnej Komisji do Spraw Stopni i Tytułów Wydział uzyskał prawo do nadawania stopnia naukowego doktora nauk ekonomicznych w dyscyplinie towaroznawstwo. W 2014 r. uruchomiono kierunek studiów Prawo w działalności gospodarczej, a w 2015 r. kierunek Prawo (studia jednolite magisterskie). W 2016 r. zmieniono nazwę jednostki na Wydział Nauk Ekonomicznych i Prawnych. 
W roku 2019 w wyniku restrukturyzacji został on przekształcony w 2 oddzielne wydziały jakimi są Wydział Ekonomii i Finansów oraz Wydział Prawa i Administracji. 

### Kolejna nazwy Wydziału
- 1969–1976 Wydział Ekonomiczny
- 1976–1978 Instytut Ekonomiki i Organizacji
- 1978–1988 Wydział Ekonomiki i Organizacji
- 1988–2016 Wydział Ekonomiczny
- 2016–2019 Wydział Nauk Ekonomicznych i Prawnych

### Poczet Dziekanów
- Jerzy Więckowski (1969–1972)
- Władysław Jeleń (1972–1974)
- Jerzy Bień (1974–1976)
- Eugeniusz Krawczyk (1976–1979)
- Krzysztof Szewczak (1979–1981)
- Eugeniusz Zawada (1981–1984)
- Henryk Nurowski (1984–1985)
- Tadeusz Romanowski (1985–1987)
- Andrzej Całczyński (1987–1990)
- Jerzy Żuchowski (1990–1993, 1993–1996)
- Adam Rutkowski (1996–1999, 1999–2002)
- Jerzy Żuchowski (2002–2005, 2005–2008)
- Sławomir Bukowski (2008–2012)
- Jan Bednarczyk (od 2012)

## Kierunki studiów (specjalności i ścieżki dyplomowania)
- Administracja (I i II stopnia)
  - Administracja finansów publicznych w Polsce i UE
  - Administracja rządowa i samorządowa
  - Administracja zabezpieczenia społecznego i ochrony zdrowia
- Ekonomia (I, II i III stopnia)
  - Ekonomia menadżerska
    - Ekonomia małych i średnich przedsiębiorstw
    - Ekonomia korporacyjna

  - Finanse, Ubezpieczenia, Bankowość
    - Finanse
    - Ubezpieczenia
    - Bankowość

  - Gospodarka lokalna i regionalna
    - Gospodarka turystyczna
    - Zarządzanie zasobami lokalnymi i regionalnymi

  - Międzynarodowe stosunki gospodarcze
    - Międzynarodowe i lokalne rynki finansowe
    - Międzynarodowa wymiana i integracja gospodarcza

  - Rachunkowość
  - Wycena szkód i ubezpieczenia komunikacyjne
  - Zarządzanie jakością i środowiskiem
    - Zintegrowane zarządzanie przedsiębiorstwem
    - System zarządzania w praktyce gospodarczej
- Towaroznawstwo (I, II, i III stopnia)
  - Kształtowanie wyrobów i ocena jakości produktów przemysłu lekkiego
  - Towaroznawstwo kosmetyków, produktów chemii gospodarczej i przemysłowej
  - Zarządzanie jakością wyrobów

- Prawo w działalności gospodarczej (I stopnia)
- Prawo (studia jednolite magisterskie)

## Władze Wydziału
- Dziekan – dr hab. Jan Bednarczyk, prof. UTH
- Prodziekan ds. studiów stacjonarnych – dr Marzanna Lament
- Prodziekan ds. studiów niestacjonarnych – dr hab. inż. Tadeusz Dyr, prof. UTH

## Jednostki Organizacyjne Wydziału
- Katedra Biznesu i Finansów Międzynarodowych
- Katedra Ekonomii
  - Zakład Mikroekonomii
  - Zakład Makroekonomii
- Katedra Nauk Społecznych
- Katedra Finansów i Ubezpieczeń
  - Zakład Finansów i Rachunkowości
  - Zakład Ubezpieczeń
- Katedra Polityki Ekonomicznej i Bankowości
- Katedra Prawa
- Katedra Rozwoju Regionalnego i Metod Ilościowych
- Katedra Towaroznawstwa i Nauk o Jakości
  - Zakład Zarządzania i Informatyki
- Zakład Koordynacji Badań Naukowych
- Laboratorium Zastosowań Informatyki

### Jednostki dydaktyczno-usługowe
- Studium Przedsiębiorczości i Zarządzania

## Kadra
Na Wydziale pracuje 103 nauczycieli akademickich (stan na 01.09.2010 r.) w tym:
- profesorowie tytularni – 12 (w tym 4 na pierwszym etacie)
- profesorowie uczelniani – 15 (w tym 12 na pierwszym etacie)
- doktorzy – 56
- magistrowie – 20

### Wykładowcy
- Janusz Buga
- Andrzej Całczyński
- Sławomir Fundowicz
- Zbigniew Kuźmiuk
- Józef Misala
- Eugeniusz Stroiński
- Mieczysław Trzeciak
- Marek Wikiński
- Stefan Witkowski